# لوکوت (شهرستان لوکتفسکی، سرزمین آلتای)
لوکوت (به لاتین: Lokot) یک منطقهٔ مسکونی در روسیه است که در سرزمین آلتای واقع شده‌است.